# Raïon de la Tounka
Le raïon de la Tounka (en russe : Тунки́нский райо́н, Tounkinsky raïon ; en bouriate : Түнхэнэй аймаг, Tounkinsky aïmag) est une subdivision administrative (raïon) de la république de Bouriatie en Russie. Son centre administratif est le village de Kyren. Le nom dérive, tout comme la dépression et la rivière éponyme d'une tribu, la tribu Tounke, une tribu d'Evenks aujourd'hui disparue. De par sa richesse naturelle, que ce soit la faune et la flore ou bien les paysages alpins et préservés, l'endroit est appelé la « Suisse sibérienne » dans la région.

## Géographie

### Géographie physique
Le raïon se situe dans l'ouest de la république. Il est limitrophe au nord du raïon d'Oka (Okinsky raion), à l'est du raïon de Slioudianka dans l'oblast d'Irkoutsk. De plus, il borde au sud le raïon de Zakamensk et au sud-ouest la Mongolie avec la province de Khövsgöl.

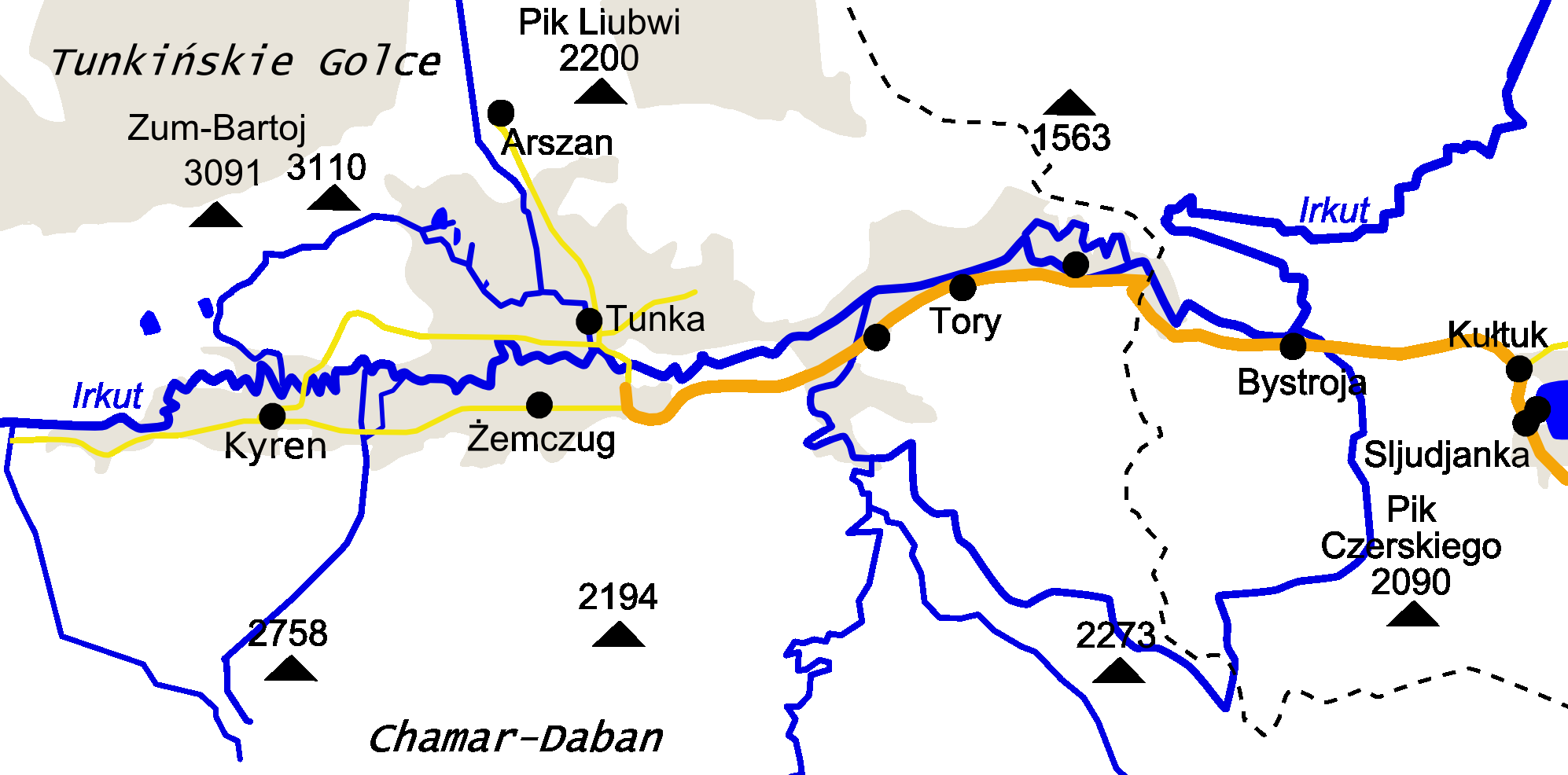
Carte de la partie orientale du raïon allant de Kyren à Choulouta.

Le raïon couvre la dépression de Tounka, une dépression issue du rift Baïkal, dont le lac éponyme a la même origine. La vallée, longue de 200 kilomètres est coupée en deux par l'Irkout, un affluent gauche de l'Angara. La vallée est bordée au nord par les Alpes de la Tounka, la partie la plus orientale des Saïan orientaux, massif des monts Saïan. À l'extrême ouest du raïon se trouve le Mounkou Sardyk, le point culminant avec ses 3 491 mètres. Au sud se trouvent les monts Khamar-Daban, avec en altitude maximale de 2 396 mètres au mont Outoulinskaïa Podkova.
Il y a plusieurs millions d'années, la vallée s'est formée à partir d'un lac né du rift, dont l'eau s'est ensuite déversée dans le Baïkal à la suite d'une vidange brutale due à une rupture d'un barrage naturel. Les scientifiques disent que la vallée redeviendra inondée, et que les lacs Baïkal et Khubsugul fusionneront en un seul dans quelques millions d'années.
Les paysages sont typiquement alpins, tout comme la grande plaine. Alors que la plaine oscille entre 550 et 1 200 mètres selon l'endroit, les montagnes grimpent à 2 500 mètres. Dès fin septembre, la neige apparaît sur les sommets alors que les arbres revêtent leurs couleurs d'automne. Les sources sont abondantes dans la vallée, avec plus de 400, différentes dans leur température mais aussi dans leur teneur en éléments (CO2, radon, sel). La vallée est aussi caractérisée par les méandres bras-morts, et plages sur les rives de l'Irkout. Il y a aussi de nombreuses autres rivières (Tounka, Zoun-Mourin et 46 autres notables), de nombreux lacs (plus de 50) et des marécages avec une végétation luxuriante. Les rivières forment de nombreux crevasses et rapides sur les pentes, souvent avec des petites chutes d'eau.

### Géologie
La composition du sol est formée de fines couches résultant d'altération de substrats rocheux, ainsi que de sédiments, que ce soit des sables ou des graviers. Il y a cependant une grande différence entre la partie nord et la partie du sud de la région. Alors que le sud ne possède que peu de podzosol, le nord en est riche, à cause du processus d'altération moins important au sud. Les sols en pergélisol sont monnaie courante en montagne, et des sols en partie gelés sont présents sur les versants. Le sol est hautement riche en fer et en humus.
Le sol est aussi mécanique, les sols limoneux (sableux ou non) représentant 46,4% du sol alors que le pierreux sableux n'est qu'à 21,6 %. Enfin, le sol est riche en en eau, à cause des différents lacs, rivières et marécages sillonnant la vallée.

### Faune et flore

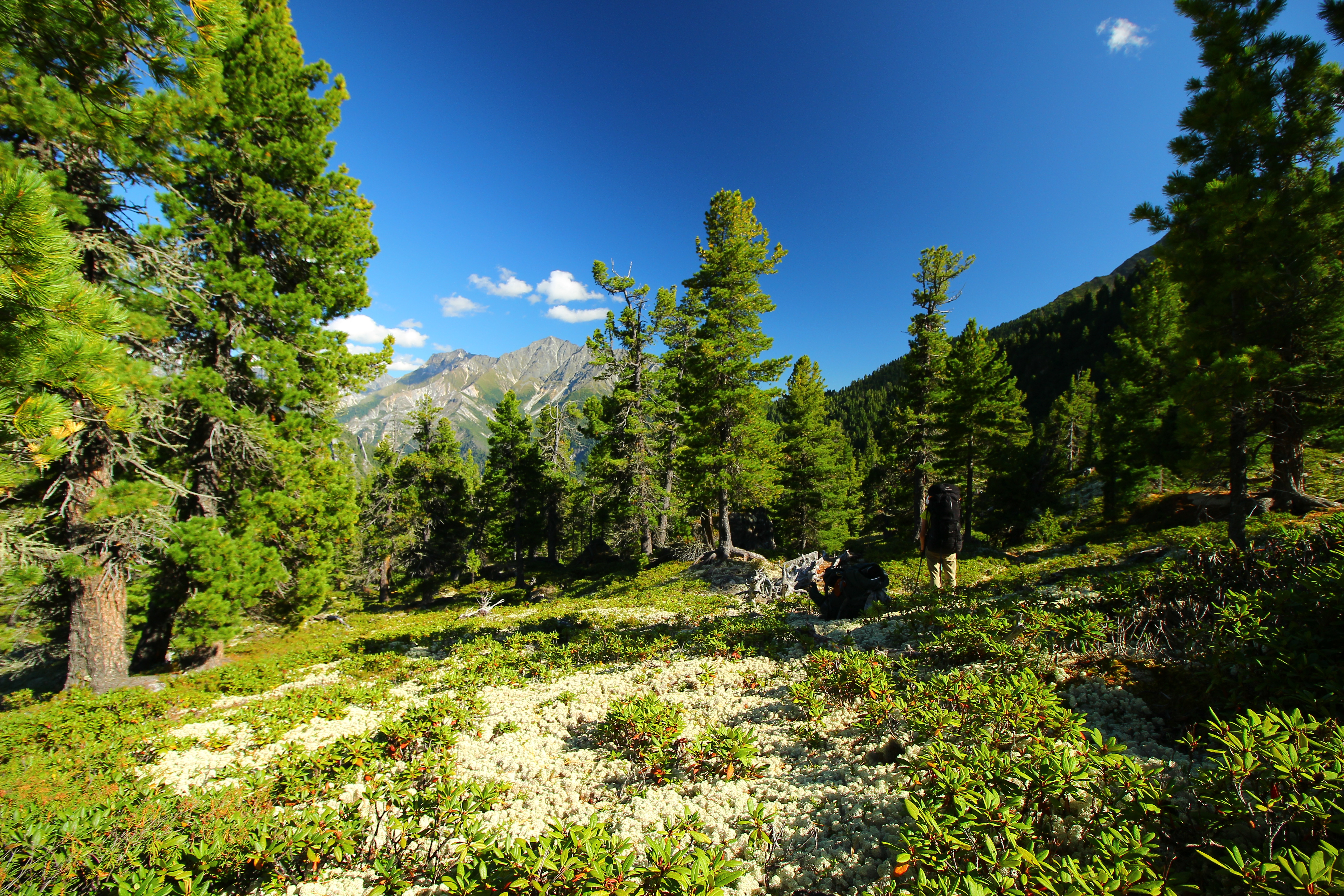
La végétation à Archan, typique de la région.

La région possède une faune et flore très riches, grâce au climat et à la géographie de l'endroit. On retrouve parmi la flore de nombreux arbres de la taïga sibérienne comme des pins de Sibérie, des épicéas, des pin nains, des sapins, mais aussi des bouleaux, mélèzes, peupliers, tremble ou encore des saules. Les pins de Sibérie composent 25,2% des arbres alors que le mélèze de Sibérie en compose 52,8%. Il y a, avec l'ajout d'autres espèces, 86,2% de résineux dans les terres boisées, qui représentent plus de 90% du territoire. Il y a plus de 1 000 espèces de plantes rien que vasculaires et on trouve aussi des espèces endémiques de l'endroit comme des Ranunculus sajanensis et des Aconitum tanguticum. Il y a en tout 15 espèces en danger en Bouriatie, et 21 en Russie.
Parmi les endroits les plus riches, on retrouve les lacs et marécages de Khoimor, Engara, Nourkoutoul et les vallées de la Tounka (la rivière), de Mondy, de Khoytogol et de Tory.

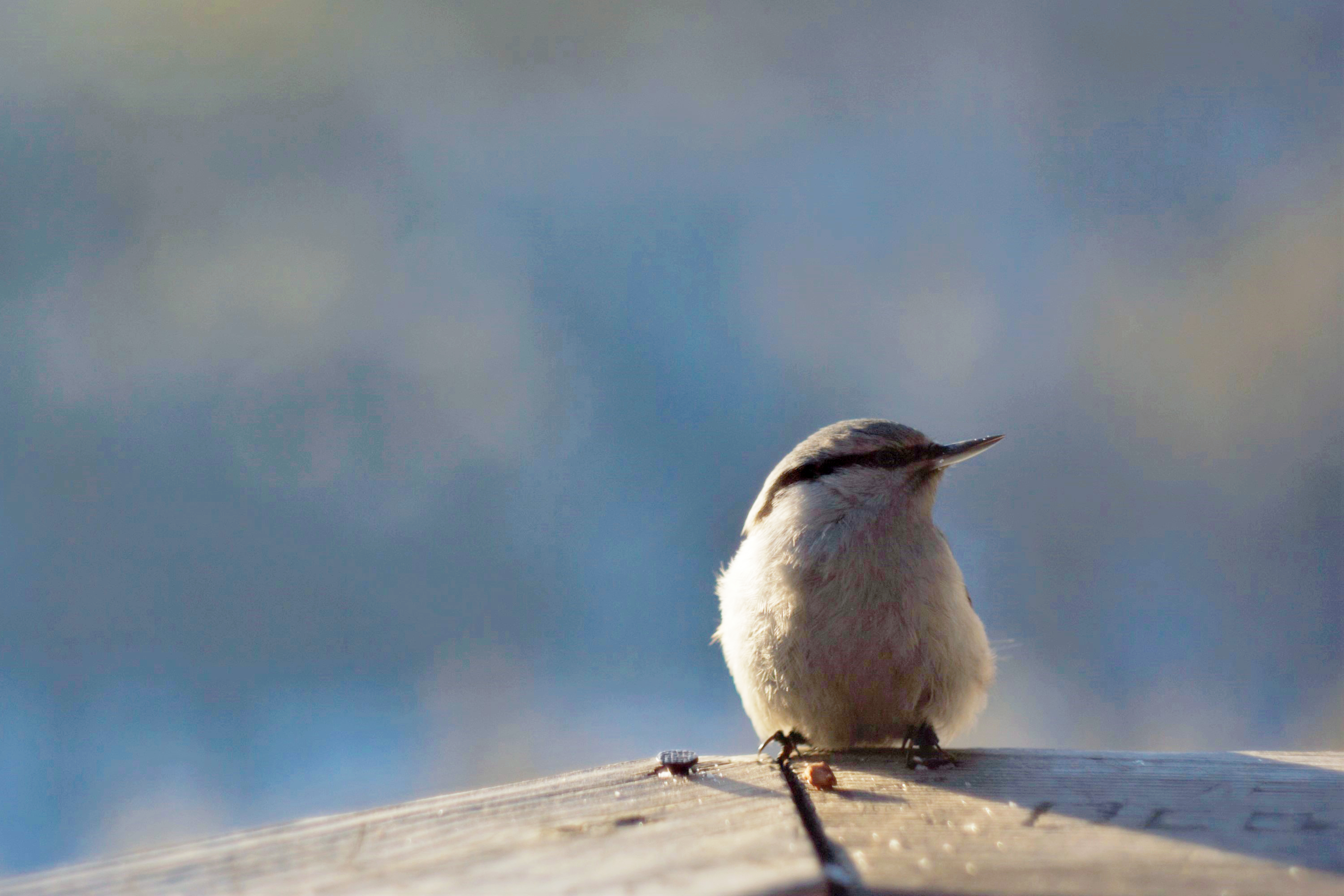
Une sitelle (S. e. asiatica) dans le parc national.

Quant à la faune, ce sont 338 espèces d'oiseaux (des grands tétras, lyre, à becs noirs, des canards colverts, des hirondelles rustiques ou des fuligules, pygargue à queue blanche et des perdrix des neiges), et la faune aviaire vient dans la vallée à la fois pour l'hivernage, la nidification mais aussi lors des migrations. Pour les mammifères, ce sont 63 espèces parmi lesquelles on retrouve le chevreuil de Sibérie, le cerf élaphe et porte-musc, la belette de Sibérie, le tamia ou encore des écureuils et autres lièvres. Parmi les espèces rares, on retrouve des cigognes noires, des butors, des bondrée orientales, des perdrix de Daourie ou encore des oies cendrées. Il y a 48 espèces dans les espèces menacées de Bouriatie et 9 espèces menacées en Russie, parmi lesquelles le loup rouge et le léopard des neiges.
Il y a en tout plus de 400 espèces de vertébrés appartenant à 5 classes qui ont été recensées dont 18 espèces de poissons, 4 espèces d'amphibiens ou encore 5 espèces de reptiles, sans recompter les oiseaux et les mammifères, qui appartiennent aux milieux des steppes, de la taïga et de la zone alpine.

## Histoire
Dans la vallée de la Tounka, sur le site de Touyana (sur une rive de la rivière Irkout), des restes partiels d'hommes primitifs et de leur outils datant du paléolithique supérieur ont été retrouvé, datant de 30 à 50 000 ans, certains datant d'il y a entre 31400 et 30 740 ans.
Des colonies de peuplement remontent au XIe siècle av. J.-C. dans la vallée.
La vallée a été colonisée sous l'Empire mongol de Gengis Khan, et des légendes disent que celui-ci aurait fait des rituels aux esprits des montagnes bordant la vallée. Le chemin de Gengis Khan et de son armée de plusieurs milliers de personnes a emprunté cette vallée le long des rives de la rivière Irkout.
Les Russes sont arrivés pour la première fois aux XVIIe siècle avec les cosaques de Sibérie. En 1647, un contingent de l'expédition de Stepan Kostyrev a établi pour la première fois une colonie et une forteresse, à Tounka, est construit deux ans plus tard. En 1697, la forteresse fut assiégée par des Mongoles, mais cela fut un échec. La forteresse fut lors de la révolte des streltsy un lieu d'exil pour les rebellés.
En 1701, la forteresse devenue un village avec l'établissement de bouriates. Plus de 50 ans plus tard, elle devenu un relais de la voie postale sibérienne.

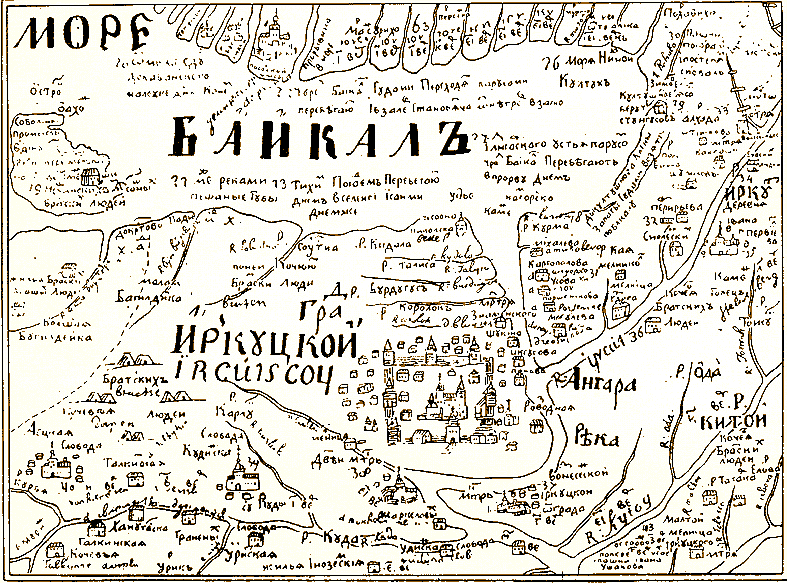
Carte datant de 1699–1701, la rivière Irkout (Ирку sur la carte) apparaît déjà au sud-est de la carte (en haut à gauche), au niveau du début de la plaine.

Le premier établissement permanent est celui de Kyren, fondé en 1806 et avec la première construction permanente en 1812 avec une église orthodoxe russe, alors que c'était des yourtes auparavant. Jusqu'à la période soviétique, le village était habité par les moines alors que le reste de la population occupait des champs aux alentours. C'est à la fin du XIXe siècle que les propriétés thérapeutiques d'Archan furent découvertes, mais une station thermale ne fut pas pour autant établie.
En mai 1920, alors que la Russie est en guerre civile, la vallée de la Tounka est prise par l'armée rouge aux mains des armées blanches. Archan devient alors un centre de guérison pour les troupes blessées de l'Armée rouge, avec l'ouverture des bains le 13 juin 1920. Le village commence alors à croître, et des vacanciers commencent à fréquenter les années suivantes la station, établissant pour la première fois une industrie touristique dans la vallée.
Le raïon a été formé le 12 décembre 1923.
Le 2 avril 1963, le raïon d'Oka a été inclus dans celui de la Tounka, avant d'en être séparé le 4 mars 1964.
En 1930, sous Staline, le bouddhisme est réprimé voire interdit, les datsans sont détruits et ce n'est qu'avec la fin de l'URSS que cela a été de nouveau autorisé. En 2008, un datsan est reconstruit pour la première fois depuis la chute de l'URSS.
En 1957, le comité de l'aïmag de la Tounka décide d'établir une réserve de 60 000 hectares afin de préserver et d'augmenter le nombre de gibiers, d'animaux et d'oiseaux. La chasse, l'exploitation forestière ou encore la cueillettes sont prohibées.
Alors que l'URSS n'a pas encore chuté, le parc national de la Tounka est établi sur la totalité du raïon le 27 mai 1991, afin de préserver le patrimoine naturel mais aussi le patrimoine immatériel des Bouriates. Ainsi, ce parc a permis le développement de la région, avec l'émergence d'une industrie touristique et la construction d'infrastructures.

## Politique, administration et société

### Administration
L'assemblée locale, ou conseil des députés, est composée de 15 élus locaux, élus pour 5 ans. Ils sont élus avec un scrutin mixte, une partie au scrutin majoritaire par circonscriptions, et une autre partie à la proportionnelle. Cette assemblée dispose d'un président du conseil.
Elle est aussi de chargée d'élire tous les 5 ans le chef du raïon, qui dispose des pouvoirs exécutifs.
Depuis la prise en fonction de la dernière convocation en 2018, l'assemblée est composée de 7 élus de Russie unie, de 3 membres du parti libéral-démocrate, de 2 de Russie juste, de deux communistes et d'un indépendante. Le chef de cet organe est Dalaïeva Nadejda Sergeïevna, membre de Russie unie, tout comme le chef du raïon.

Partis politiques au conseil des députés depuis 2018.

| Période                                  | Période     | Identité                           | Étiquette   | Qualité |
| ---------------------------------------- | ----------- | ---------------------------------- | ----------- | --- |
| Les données manquantes sont à compléter. |             |                                    |             | |
| 2016                                     | 3 mars 2021 | Ivan Ivan Aleksandrovitch Alkheïev |             | Ancien militaire |
| 4 mars 2021                              | En Cours    | Gengis Bairovitch Mansheïev        | Russie Unie | A été nommé par intérim le 4 mars 2021, et élu le 12 juin suivant. Il est diplômé en gestion et production agricole |

### Divisions administratives
Le raïon est divisé en 2 types d'unités administratives-territoriales différentes; 5 selsoviets et 7 soums. Il y a ainsi 14 municipalités, tous ayant le statut d'établissements ruraux, qui regroupent 35 localités. Les municipalités portent le nom de leur centre administratif, auquel on ajoute selsoviet ou soum. Certaines municipalités sont composés que d'un seul village (ou colonie).
| Municipalités | Nom russe  | Habitants Recensement 2021 | Centre administratif | Villages |
| ------------- | ---------- | -------------------------- | -------------------- | -------- |
| Archan        | Аршан      | 2 718                      | Archan               | 1        |
| Galbaï        | Галбай     | 703                        | Galbaï               | 4        |
| Dalakhaï      | Далахай    | 579                        | Dalakhaï             | 3        |
| Jemtchoug     | Жемчуг     | 1 404                      | Jemtchoug            | 4        |
| Kharbyaty     | Харбяты    | 736                        | Kharbyaty            | 3        |
| Khoyto-Gol    | Хойто-Гол  | 501                        | Khoyto-Gol           | 1        |
| Khoujiry      | Хужиры     | 1 296                      | Khoujiry             | 4        |
| Kyrenskoïe    | Кыренское  | 5 953                      | Kyren                | 1        |
| Mondy         | Монды      | 839                        | Mondy                | 2        |
| Toltoï        | Толтой     | 937                        | Toltoï               | 2        |
| Tory          | Торы       | 955                        | Tory                 | 2        |
| Tounka        | Тунка      | 2 112                      | Tounka               | 4        |
| Touran        | Туран      | 797                        | Touran               | 2        |
| Zoun-Mourino  | Зун-Мурино | 1 115                      | Zoun-Morino          | 2        |

### Démographie
Recensements et estimations de la population :
| 1939   | 1959*  | 1970*  | 1979*  | 1989*  | 2002*  |
| ------ | ------ | ------ | ------ | ------ | ------ |
| 22 547 | 25 486 | 27 483 | 27 429 | 27 771 | 24 144 |

| 2010*  | 2012   | 2013   | 2014   | 2015   | 2016   |
| ------ | ------ | ------ | ------ | ------ | ------ |
| 22 672 | 22 278 | 22 084 | 21 778 | 21 450 | 21 194 |

| 2017   | 2018   | 2019   | 2020   | 2021*  | 2022   |
| ------ | ------ | ------ | ------ | ------ | ------ |
| 20 795 | 20 533 | 20 179 | 20 106 | 20 645 | 20 101 |

## Économie

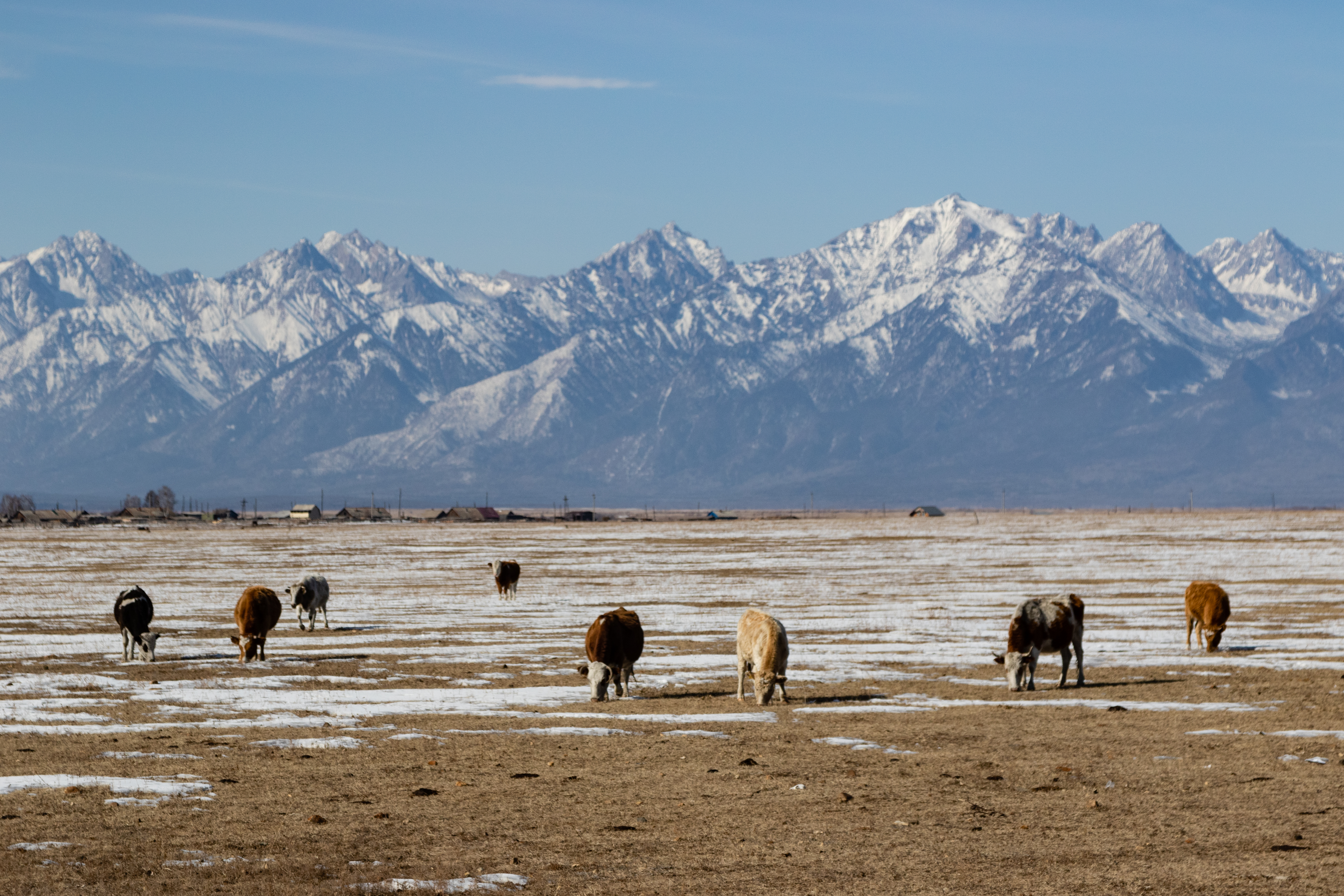
Vaches au village de Tounka.

Au premier semestre 2011, l'économie était basée principalement sur le tourisme, avec plus de 158 000 visiteurs (soit 8 fois la population), permettant un revenu de 318,3 millions de roubles. Mais en plus du tourisme, la région est basée aussi sur un secteur agraire important, avec des marchandises représentant près de 603 millions de roubles, avec un cheptel en 2011 de plus de 30 000 têtes (10 000 vaches, 2 000 porcs, 5 000 moutons et 4 000 chevaux).
Toujours pour le premier semestre de 2011, l'industrie est aussi notable, valant plus de 80 millions de roubles, principalement avec l'industrie sylvicole mais aussi agroalimentaire. Les PME représentent plus de 1 500 entreprises, avec près de 16 millions de roubles. Quant aux grandes entreprises, elles généraient un revenu de plus de 400 millions de roubles, dont près de 50 millions rien que dans la restauration.
Le secteur minier est une part non négligeable du secteur industriel, grâce aux différents gisements. On trouve ainsi du calcaire et du marbre, du fer comme à Dalakhaï, du lignite à Akhalik ou encore des phosphorites.

### Infrastructures

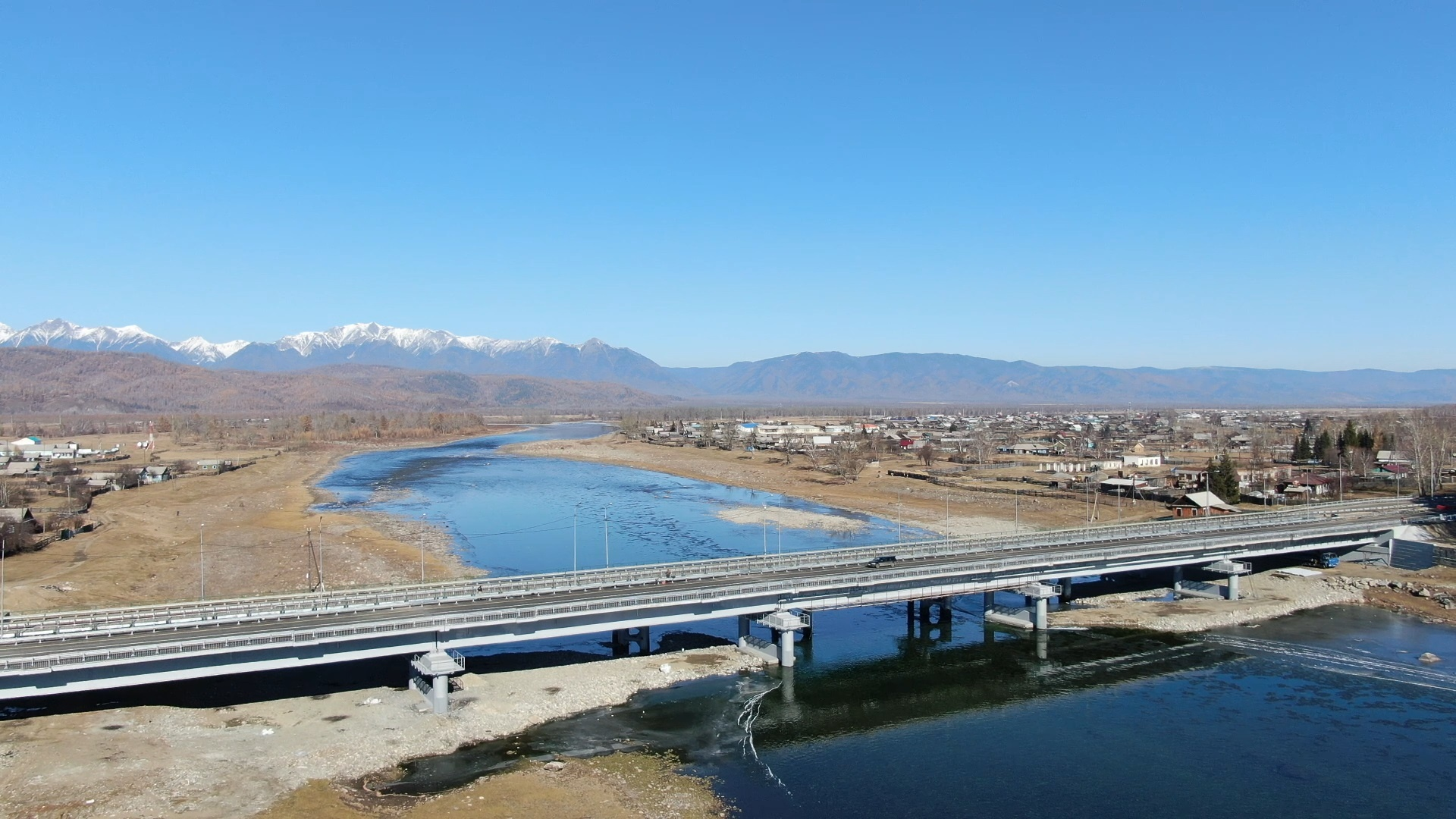
L'A333 à Zoun-Mourino.

Les infrastructures de la région sont peu nombreuses de par la population faible. L'axe principale est la route fédérale A-333 reliant Koultouk sur les rives du lac Baïkal avec la route R258 jusqu'à d'autre part à la Mongolie au niveau du passage frontalier de Mondy/Khank, avec en tout 218 kilomètres traversant la vallée d'est en ouest. Une autre route d'importance régionale (la 03К-035) permet de relier Mondy à Orlik sur 240 kilomètres, le seul accès au raïon d'Oka. D'autres routes locales existent, reliant l'A333 aux différentes localités dans la plaine, comme la route 03К-033 vers Archan, longue de 28 kilomètres.
La gare la plus proche est celle de Koultouk sur le transsibérien, tandis que l'aéroport le plus proche est celui d'Irkoutsk. Des bus relient Irkoutsk et Oulan-Oudé aux stations thermales.

### Sciences

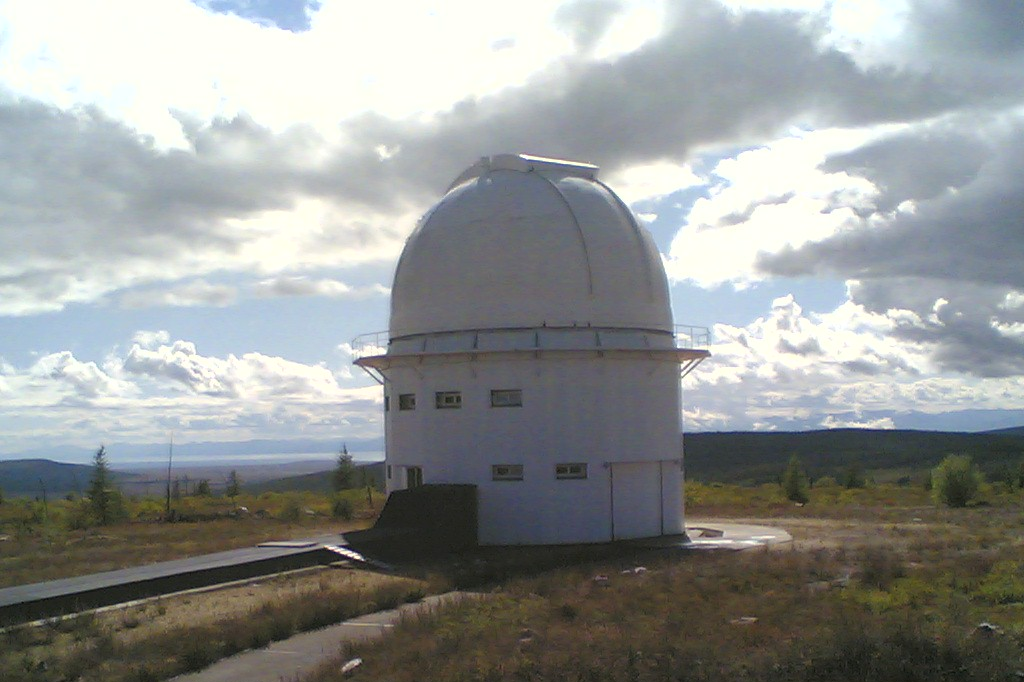
L'observatoire solaire des Saïans.

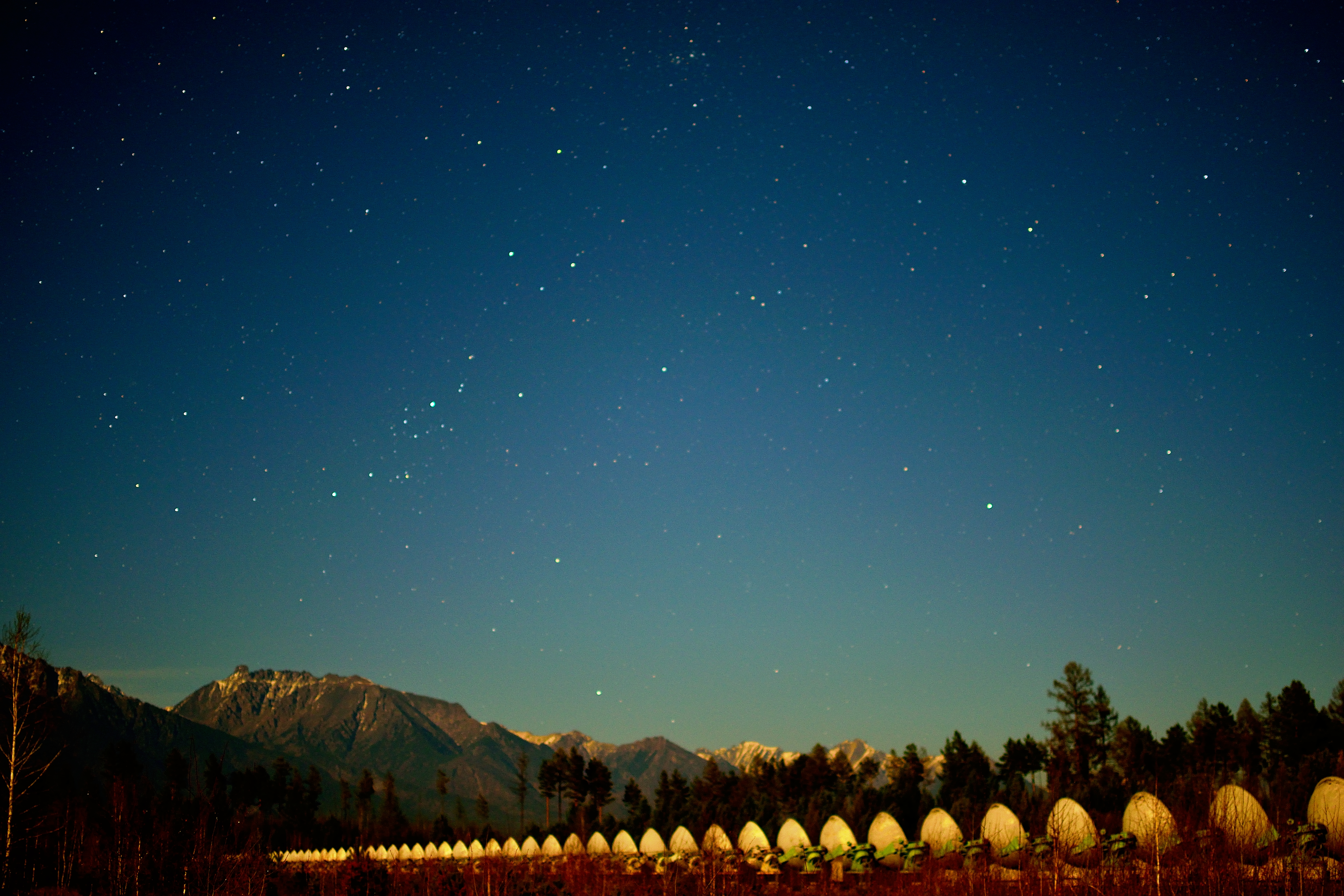
Le radiotélescope solaire sibérien de nuit.

Près de Mondy et de la frontière mongole se trouve l'observatoire solaire des Saïans, un observatoire appartenant à la branche sibérienne de l'Académie russe des sciences. Il a été construit à cet endroit grâce à l'absence quasi totale de pollution lumineuse et de la pureté de l'air. C'est l'un des plus grands de Russie, et en prenant compte la qualité et l'optique du télescope, c'est le meilleur de Russie. Il y a aussi le radiotélescope solaire sibérien, composé de deux lignes d'antennes paraboliques orientées vers le Soleil. Il a été conçu pour analyser l'activité solaire, principalement dans les micro-ondes. Il a été construit de 1981 à son ouverture en 1984, et il se situe à 10 kilomètres au nord de Kyren. Enfin, il existe sur le même site les observatoires et de radioastronomie "Badary".

## Tourisme

### Parc national de la Tounka et sites touristiques
La principale attraction est le parc national, dont une partie est classée à l'UNESCO via le site du lac Baïkal. L'endroit regorge de paysages montagneux, de cascades, de rapides et de volcans. L'endroit est aussi le lieu de nombreux monuments bouddhistes avec les datsans et des tumulus, ainsi que des coutumes et plats locaux, comme le baozi. L'enjeu majeure de cette réserve est sa taille, qui englobe plus de 20 000 personnes et les activités économiques qui vont avec. Grâce à cette richesse, l'activité touristique s'est développée rapidement, avec de nombreux complexes hôteliers.
Il y a aussi le radiotélescope solaire sibérien, ouvert au public et propriété de la branche d'Irkoutsk de l'Académie des sciences de Russie.
À l'automne 2020, le parc a été l'un des lauréats du concours pour la création de pôles touristiques et récréatifs et le développement de l'écotourisme en Russie, dans le top 10.
Parmi les sites touristiques, on retrouve des volcans (Talskaïa, Podgorny, Khara-Boldok, Tcherski et Kovrijka), formés très récemment, il y a entre 10 et 12 000 ans à cause du rift du Baïkal. Ces volcans font moins de 100 mètres et ont un diamètre compris entre 300 et 700 mètres.
Les lacs sont aussi très visités tout comme de nombreux cours d'eau comme la rivière Kyngyrga à Archan, qui possède de nombreuses chutes et cascades. Les lacs les plus visités sont ceux de Khoïmor, avec des propriétés thérapeutiques, mais aussi de ceux de Khoboy ou de Choumak.
Les activités en plein air sont en plein essor, comme le rafting, à la fois sur la rivière Irkout mais aussi sur de nombreux torrents et rivières, comme la Ikhe-Oukhgoun. On retrouve aussi les randonnées, à pied, comme au pic Lyoubvi, et à cheval, mais aussi le vélo ainsi que le ski en hiver. Le camping est aussi répandu, surtout pour les excursions en montagne. La pêche est cependant largement prohibée malgré la richesse faunique, dû à la réserve qui autorise cependant certaines espèces à être pêchées en s'acquittant d'un droit.
On retrouve aussi de nombreux sites touristiques culturels, comme de nombreux temples et autels avec des chamans dédiés à divers esprits et dieux avec des rituels, comme à Tory, le Dashi Gama (littéralement « Portes du bonheur ») ou encore le datsan de Toushite, l'héritier de l'ancien datsan démoli par les Soviétiques. De plus, il y a aussi en site l'église orthodoxe de l'Intercession construite au début du XIXe à Tounka, ou un musée local à Kyren.

Paysages du raïon de la Tounka
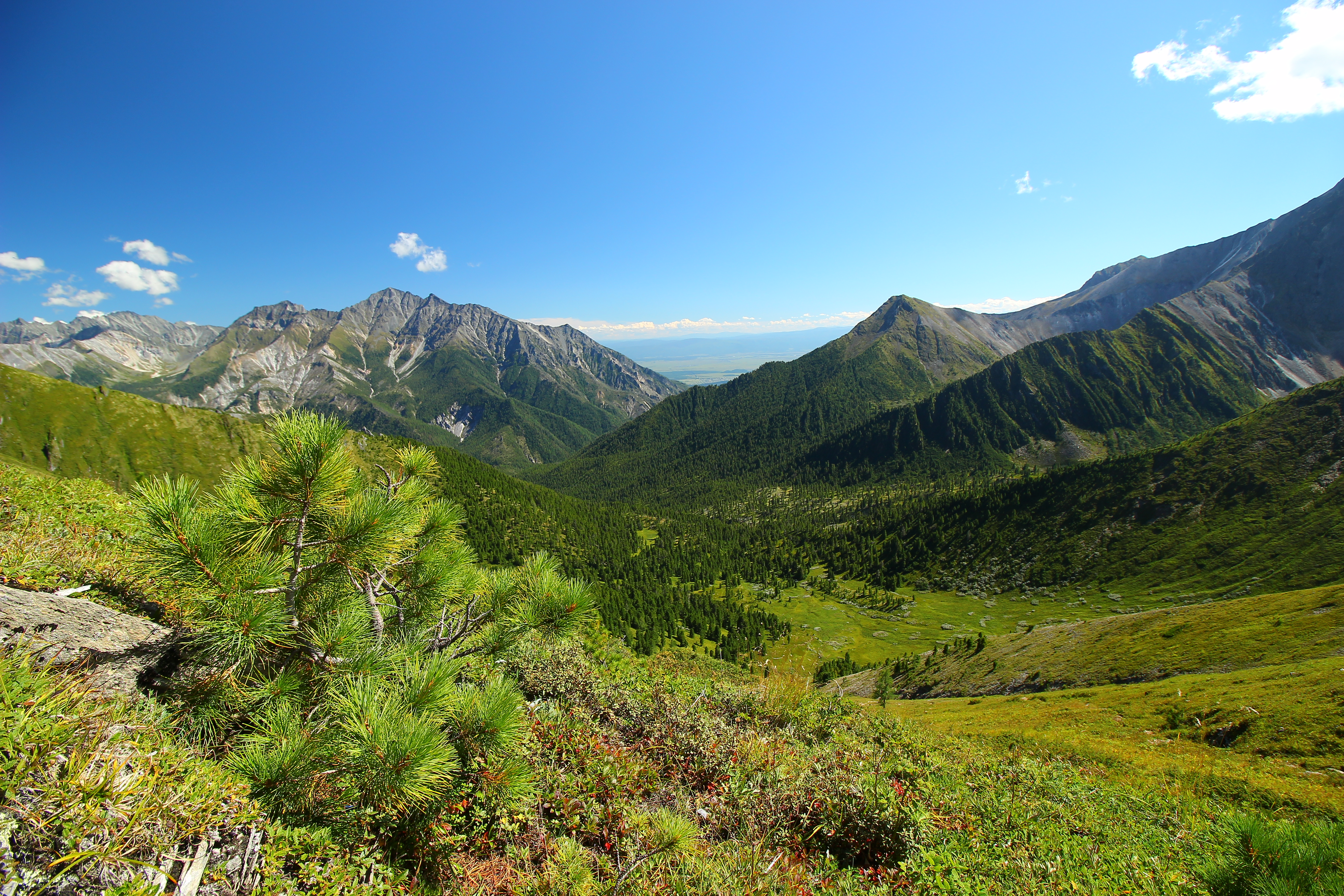
La vallée de la Kynyrga au-dessus d'Archan.
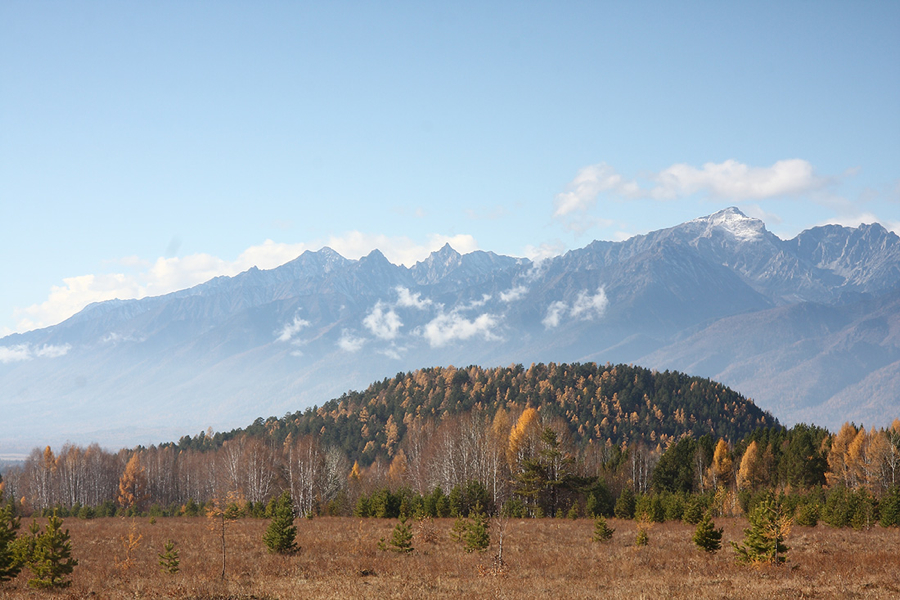
Volcan Talatskaïa.
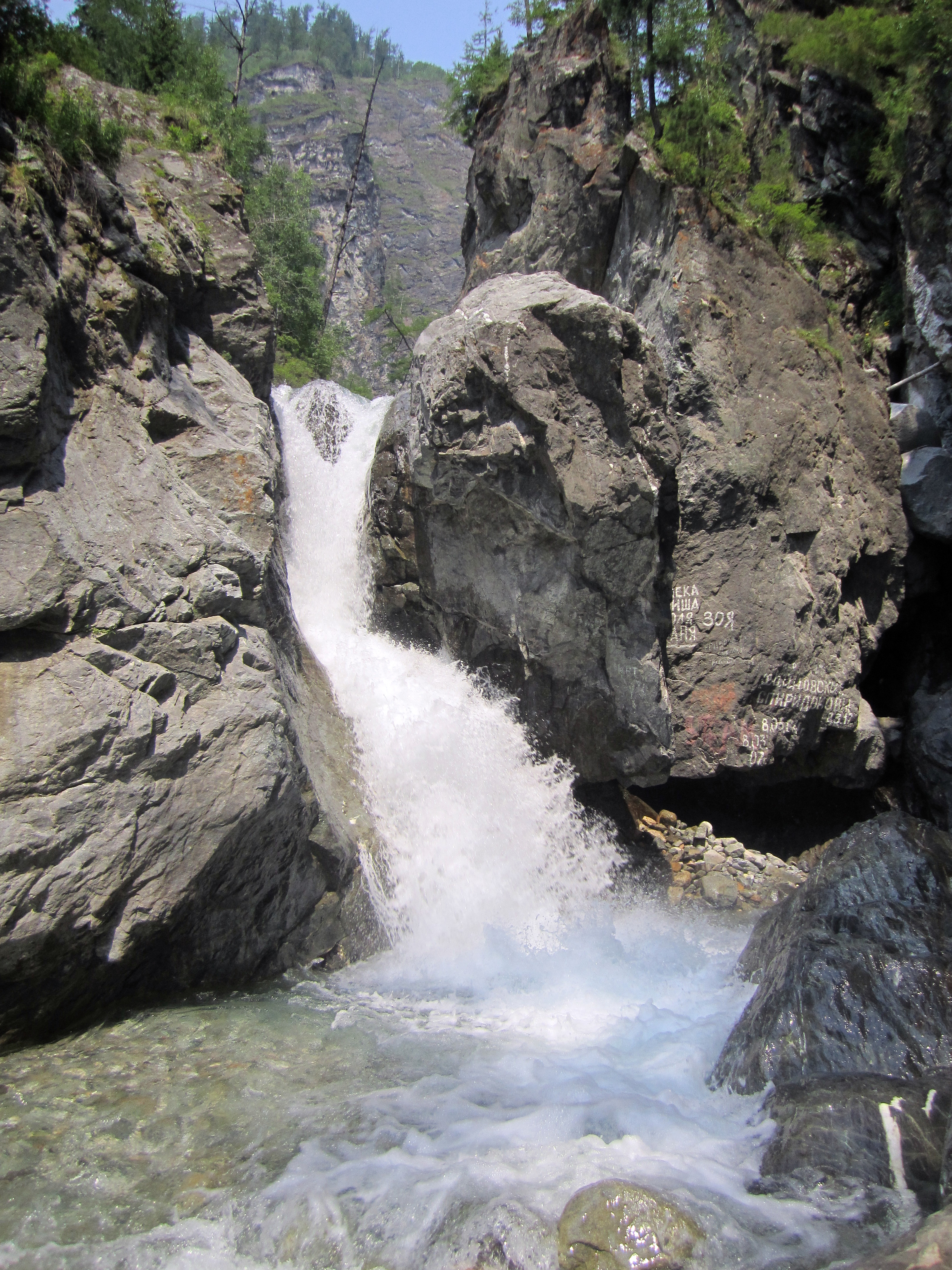
Une chute de la rivière Kynyrga.
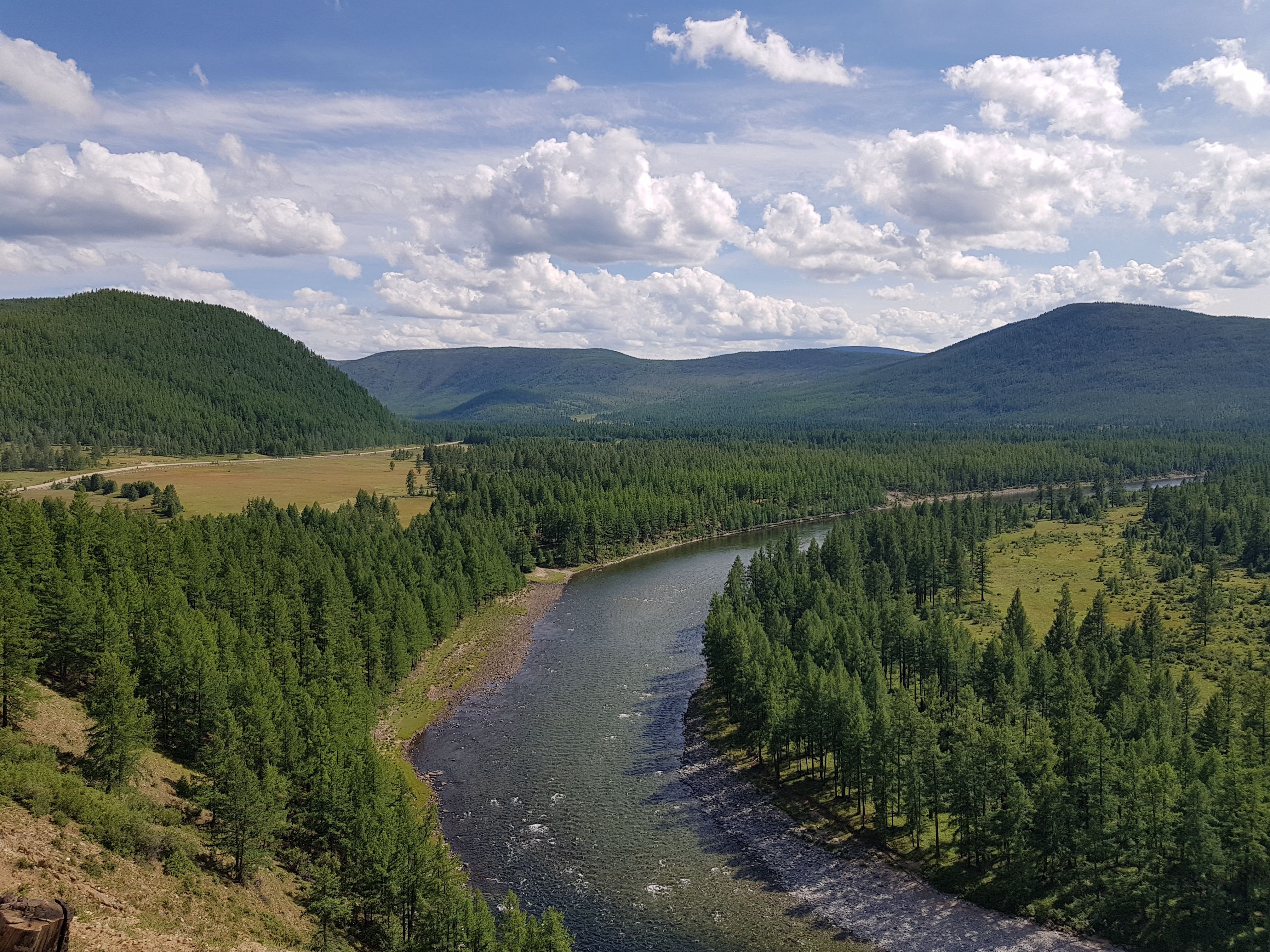
Rivière Oka (ou Irkout) dans l'ouest du raïon.
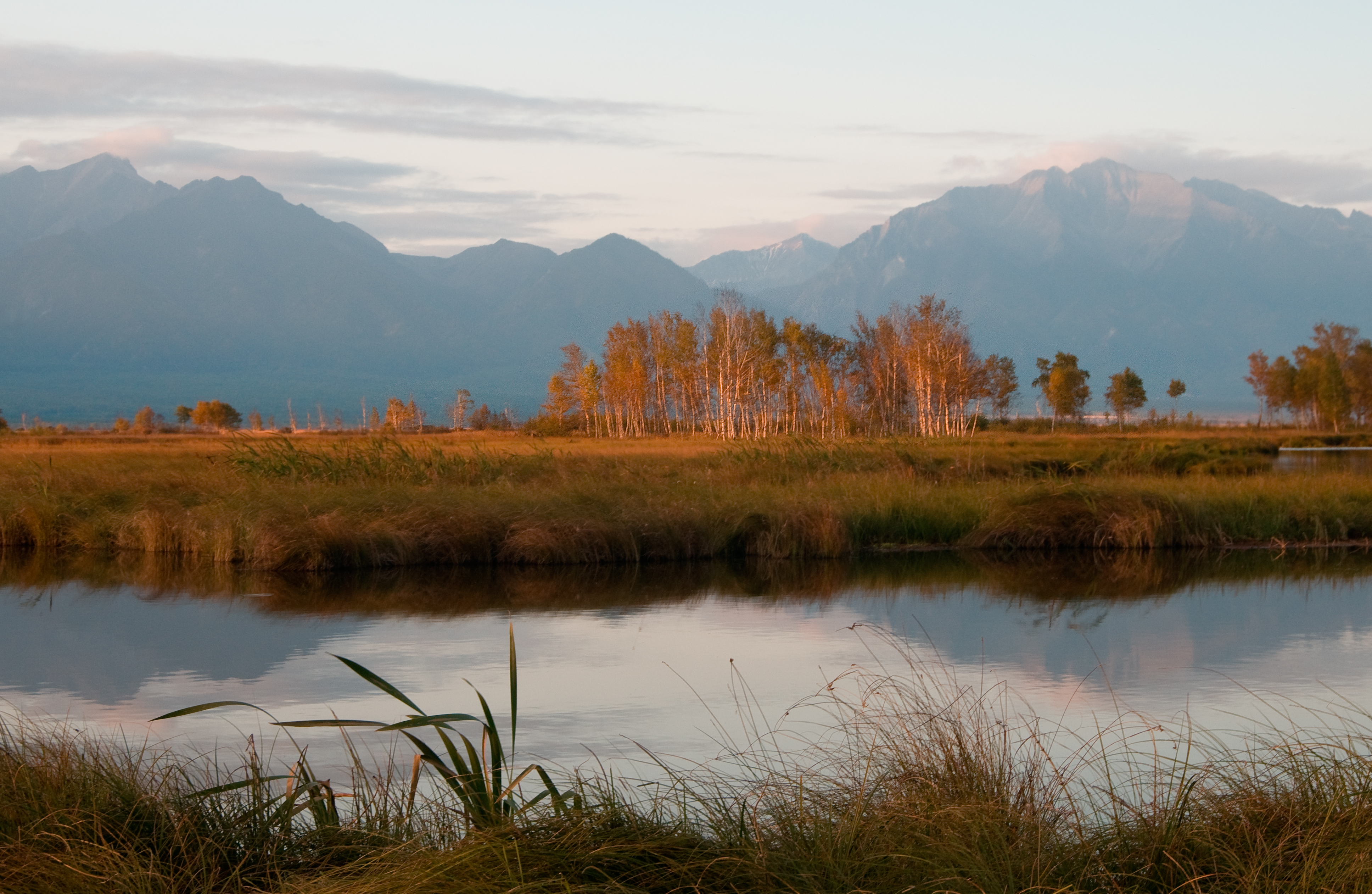
Un des lacs Khoïmor .
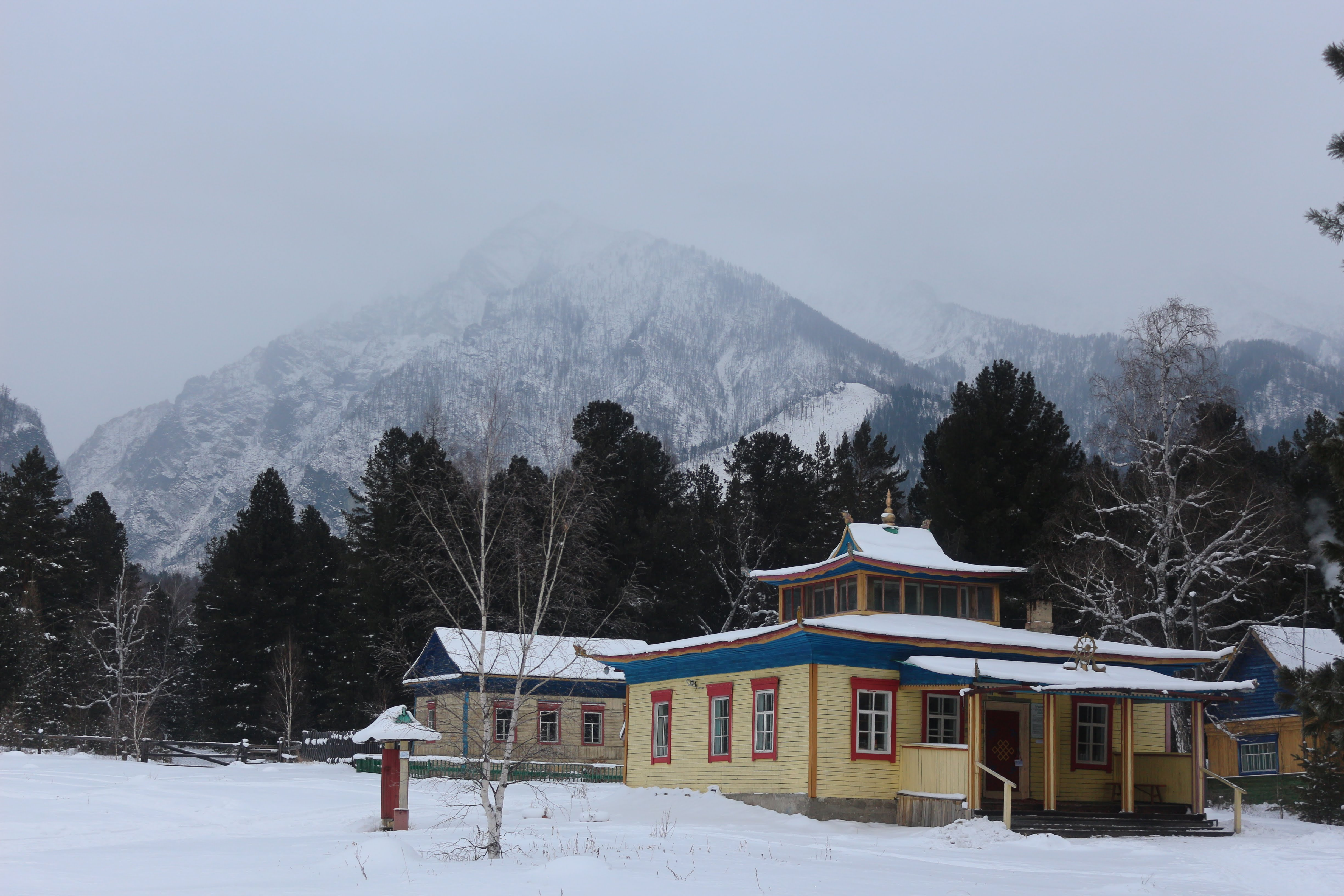
Temple bouddhiste à Archan
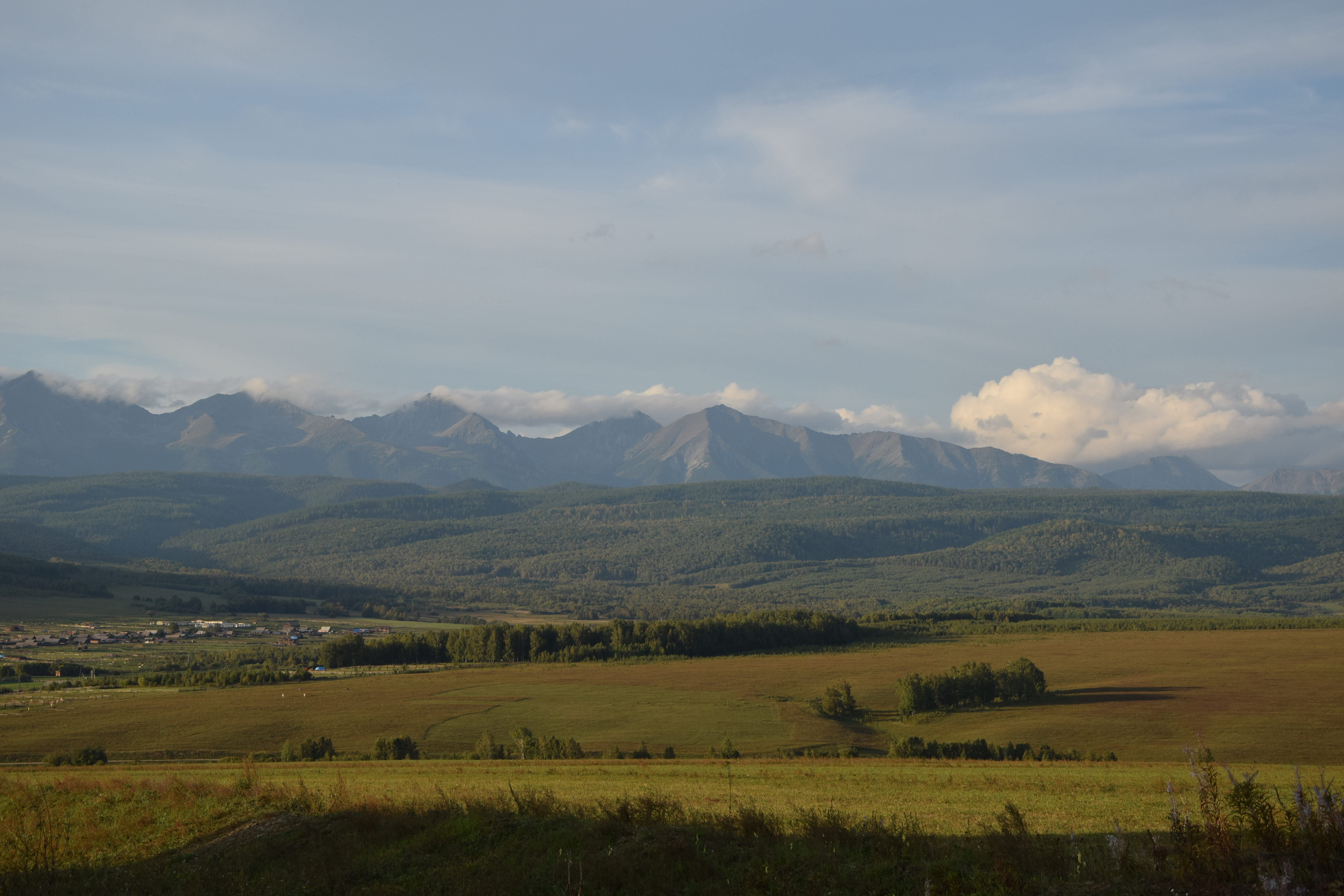
Paysage de la vallée de la Tounka.

### Stations thermales
Une des activités attirant le plus de touristes est la balnéothérapie, avec plusieurs stations thermales réputées en Sibérie, parmi lesquelles on retrouve Archan, au pied des Saïan avec une eau riche en minéraux souvent comparée à celles de Narzan dans le Caucase, réputées pour soigner des maladies gastriques. Sinon, on retrouve Jemtchoug, station créée dans les années 1950, avec des températures excédant souvent les 40 °C, riche en méthane, CO2, sulfure d'hydrogène et en radon. De plus, il y a les stations de Nilovka, réputée pour son acide et son fluor, ainsi que celles de Choumak, en partie dans le raïon d'Oka au nord, qui sont elles en montagne et seulement accessibles à pied. Cette dernière possède plus de 100 sources thermales, avec de nombreux minéraux et de la boue thérapeutique. Ces dernières étaient d'ailleurs vénérées par des Bouriates, pensant qu'elles avaient deux esprits gardiens. Encore aujourd'hui, des offrandes sont laissées par les visiteurs.

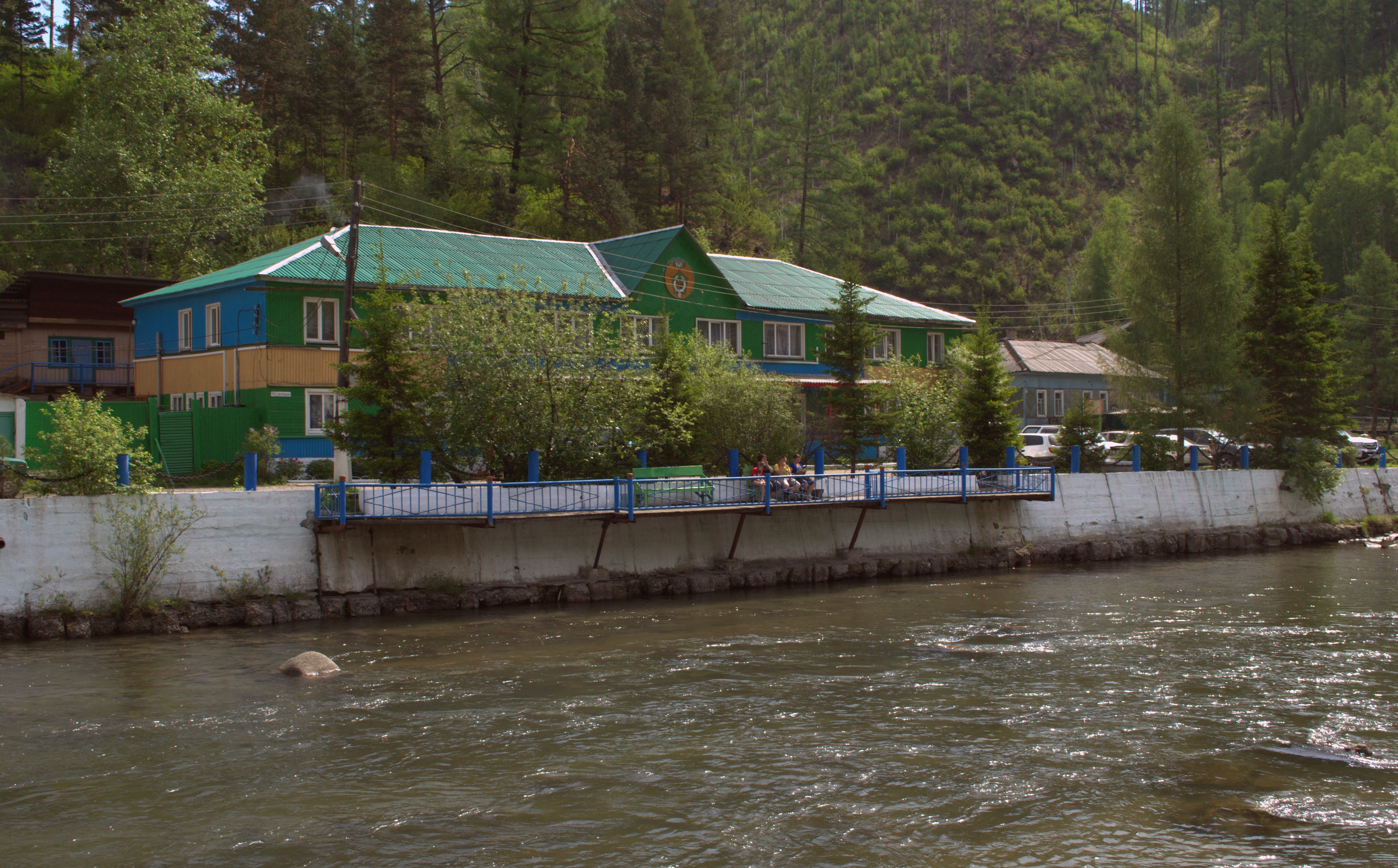
Un parc aquatique à Jemtchoug
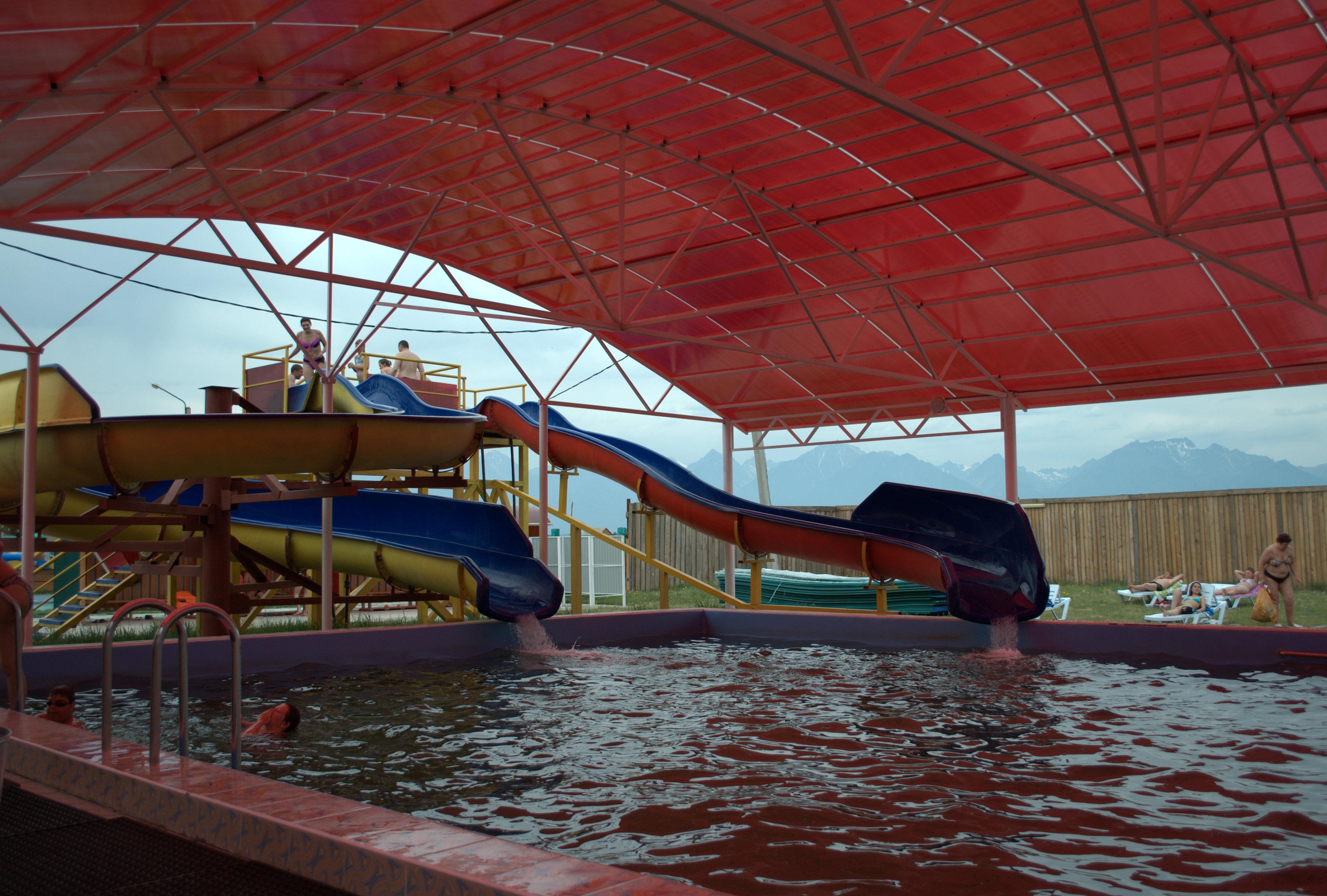
Un établissement de la station thermale à Nilovka

## Symbole
Le raïon dispose d'un héraldique, dont l'actuel a été approuvé le 16 mai 2013. Il représente trois sommets enneigés des Alpes de la Tounka, une crête des Saïan orientaux, symbole de la nature préservée et du passé de la région. Les ombres indiquent que l'on est au couchant, avec l'aigle volant vers le soleil, symbolisant l'avenir. Les deux cercles bleus et jaunes représentent l'éternité et un soyombo surmonte le blason. Le nom du raïon est écrit en blanc, à la fois en russe et en bouriate.
Depuis février 2020, un concours a lieu pour l'élaboration de nouvelles armoiries.